# Districte de Košice III
El districte de Košice III - (eslovac) Košice III - és un dels quatre districtes que formen la ciutat de Košice. Té una superfície de 16,83 km², i el 2024 tenia 27.336 habitants. La capital és Košice.

## Demografia
| Godina             | 1994   | 2004   | 2014   | 2024   |
| ------------------ | ------ | ------ | ------ | ------ |
| Nombre de persones | 31.979 | 30.349 | 29.414 | 27.336 |
| Diferència         |        | −5,09% | −3,08% | −7,06% |

| Godina             | 2023   | 2024   |
| ------------------ | ------ | ------ |
| Nombre de persones | 27.551 | 27.336 |
| Diferència         |        | −0,78% |